# 泗顶镇
泗顶镇，是中华人民共和国广西壮族自治区柳州市融安县下辖的一个乡镇级行政单位。

## 行政区划
泗顶镇下辖以下地区：
泗顶社区、马田村、寿局村、上洞村、振彩村、三坡村、泗顶村、儒南村、吉照村、山贝村和泗顶矿区管理处社区。